# Марк Валерий Месала Барбат
Вижте пояснителната страница за други личности с името Марк Валерий Месала.
Марк Валерий Месала Барбат или Марк Валерий Месала Месалин (на латински: Marcus Valerius Messalla Messallinus или Marcus Valerius Messalla Barbatus; * 11 пр.н.е.; † 20/21 г.) e консул на ранната Римска империя. Той е баща на римската императрица Валерия Месалина, третата съпруга на император Клавдий.

## Биография
Той е син на Марк Валерий Месала Месалин (консул 3 пр.н.е.) и Клавдия Марцела Младша, племенница на Август. Внук е по бащина линия на големия оратор Марк Валерий Месала Корвин (консул 31 пр.н.е.) и Калпурния, дъщеря на Марк Калпурний Бибул, a по майчина линия на Гай Клавдий Марцел Младши и Октавия Младша, по-голямата сестра на Август. Брат е на Валерия (* 10 пр.н.е.), която се омъжва за Луций Випстан Гал (претор 17 г.) и половин брат на Клавдия Пулхра (* 12 пр.н.е.), която се омъжва за Публий Квинтилий Вар.
През 20 г. той е консул заедно с Марк Аврелий Кота Максим Месалин.

## Фамилия
Марк се жени за своята половин първа братовчедка Домиция Лепида Младша, дъщеря на Луций Домиций Ахенобарб (консул 16 пр.н.е.) и Антония Старша. Баща е на:
- Марк Валерий Месала Корвин (консул 58 г.)
- римската императрица Валерия Месалина, третата съпруга на император Клавдий.